# Roman Gąsiorowski
Roman Stefan Gąsiorowski (ur. 3 sierpnia 1896 w Sieniawie, zm. 30 stycznia 1964 w Szczawnicy) – doktor praw, urzędnik samorządowy w II Rzeczypospolitej.

## Życiorys
Urodził się 3 sierpnia 1896 w Sieniawie. W 1916 zdał egzamin dojrzałości w C. K. Gimnazjum im. Franciszka Józefa Drohobyczu (1916), w czasie nauki szkolnej członkiem Drużyn Bartoszowych, Polskich Drużyn Strzeleckich i Towarzystwa Szkoły Ludowej. W latach 1916–1917 pracował w Krajowej Sekcji Utrzymania Dróg w Drohobyczu, w latach 1917–1918 w nadleśnictwie w Tustanowicach. Został członkiem Polskiej Organizacji Wojskowej. W styczniu 1919 został zatrzymany przez władze ukraińskie, do 26 kwietnia 1919 przebywał w obozie w Kosaczowie. Od września 1919 do stycznia 1920 był sekretarzem Powiatowej Organizacji Narodowej w Drohobyczu. Od czerwca 1920 do listopada 1920 służył jako ochotnik w Wojsku Polskim.
W 1923 ukończył studia prawnicze na Wydziale Prawa Uniwersytetu Jana Kazimierza we Lwowie, gdzie w 1924 uzyskał stopień naukowy doktora praw. 
W 1923 wstąpił do służby samorządowej II Rzeczypospolitej, początkowo pracował jako praktykant w Urzędzie Wojewódzkim we Lwowie. Od 24 czerwca 1925 był referendarzem w starostwie powiatu starosamborskiego, pełniąc jednocześnie funkcję zastępcy starosty. Po zniesieniu powiat starosamborskiego w 1932 został przeniesiony na stanowisko zastępcy starosty powiatu przeworskiego. W 1932 objął funkcję kierownika urzędu starostwa powiatu leskiego, zaś w lipcu 1935 został mianowany rzeczywistym starostą powiatu leskiego i pełnił ten urząd do września 1939. Był inicjatorem założenia w Lesku stowarzyszenia „Rodzina Urzędnicza”, w połowie 1933 Powiatowego Towarzystwa Polsko-Ruskiego „Zgoda”, utworzonego celem pielęgnowania stosunków pomiędzy przedstawicielami obu narodowości. Działał w powiatowym kole Towarzystwa Szkoły Ludowej w Lesku. Został przewodniczącym powiatowego komitetu w Lesku przed Zjazdem Górskim w Sanoku (14–17 sierpnia 1936). W trakcie swojej pracy współpracował z ks. Janem Siuzdakiem. Podczas urzędowania otrzymał od premiera Felicjana Sławoj Składkowskiego propozycję awansu i przeniesienia służbowego do Przemyśla, jednak przekonał tegoż do pozostawienia go na stanowisku starosty leskiego. Pod koniec 1937 otrzymał tytuł honorowego obywatelstwa gminy Ropienka „za prace i zasługi, położone dla dobra gminy” oraz tytuł członka honorowego Związku Strzeleckiego na szczeblu.
Po wybuchu II wojny światowej przez Rumunię przedostał się do Palestyny, w latach 1942–1943 był członkiem zarządu Komitetu Uchodźców Polskich w Jerozolimie. Po wojnie znalazł się w Wielkiej Brytanii. Zmarł 30 stycznia 1964 w Szczawnicy.

## Odznaczenia
- Złoty Krzyż Zasługi (21 kwietnia 1937)[19][3]
- Medal Niepodległości (3 czerwca 1933)[20][3]